# 祐子内親王 (後朱雀天皇皇女)
祐子内親王（ゆうし（すけこ）ないしんのう、長暦2年4月21日（1038年5月27日） - 長治2年11月7日（1105年12月15日））は、後朱雀天皇第3皇女、母は中宮・藤原嫄子（敦康親王女で藤原頼通養女）。別名高倉一宮あるいは高倉殿宮（高倉宮）。同母妹に禖子内親王。藤原師通を養子とした。

## 生涯
生後2ヶ月で内親王宣下を受ける。母后・嫄子の死後は頼通に養育され、長久元年（1040年）10月に着袴と共に准三宮。頼通とともに高倉第に住んでいたため、高倉一宮あるいは高倉殿宮と呼ばれた。延久4年（1072年）出家。承保元年（1074年）、甥・白河天皇から二品を授けられたが辞退した。長治2年（1105年）11月7日、68歳で薨去。
祐子内親王は歌合を盛んに催すなど一大サロンを形成し、歌人の祐子内親王家紀伊や菅原孝標女などが仕えたことで知られる。